# ゲイツ・アベニュー駅
ゲイツ・アベニュー駅（Gates Avenue）はニューヨーク市地下鉄BMTジャマイカ線の高架駅である。ブルックリン区ブッシュウィックのゲイツ・アベニュー - ブロードウェイ交差点にある。ラッシュ時・混雑方向にはZ系統、それ以外の時間帯にはJ系統が停車する。

## 駅構造
| P ホーム階 | 相対式ホーム、右側のドアが開く | 相対式ホーム、右側のドアが開く |
| P ホーム階 | 南行緩行線                     | ← 朝ラッシュ：通過 ← ラッシュ時以外：ブロード・ストリート駅行き（コシチュシコ・ストリート駅） ← 朝ラッシュ：ブロード・ストリート駅行き（マートル・アベニュー駅）                                                 |
| P ホーム階 | 混雑方向急行線                 | → 定期列車なし |
| P ホーム階 | 北行緩行線                     | → 夕ラッシュ：通過 → → ラッシュ時以外：ジャマイカ・センター-パーソンズ/アーチャー駅行き（ホールジー・ストリート駅）→ 夕ラッシュ：ジャマイカ・センター-パーソンズ/アーチャー駅行き（チャウンシー・ストリート駅）→ |
| P ホーム階 | 相対式ホーム、右側のドアが開く | |
| M          | 改札階                         | 改札口、駅員詰所、メトロカード自動券売機 |
| G          | 地上階                         | 出入口 |

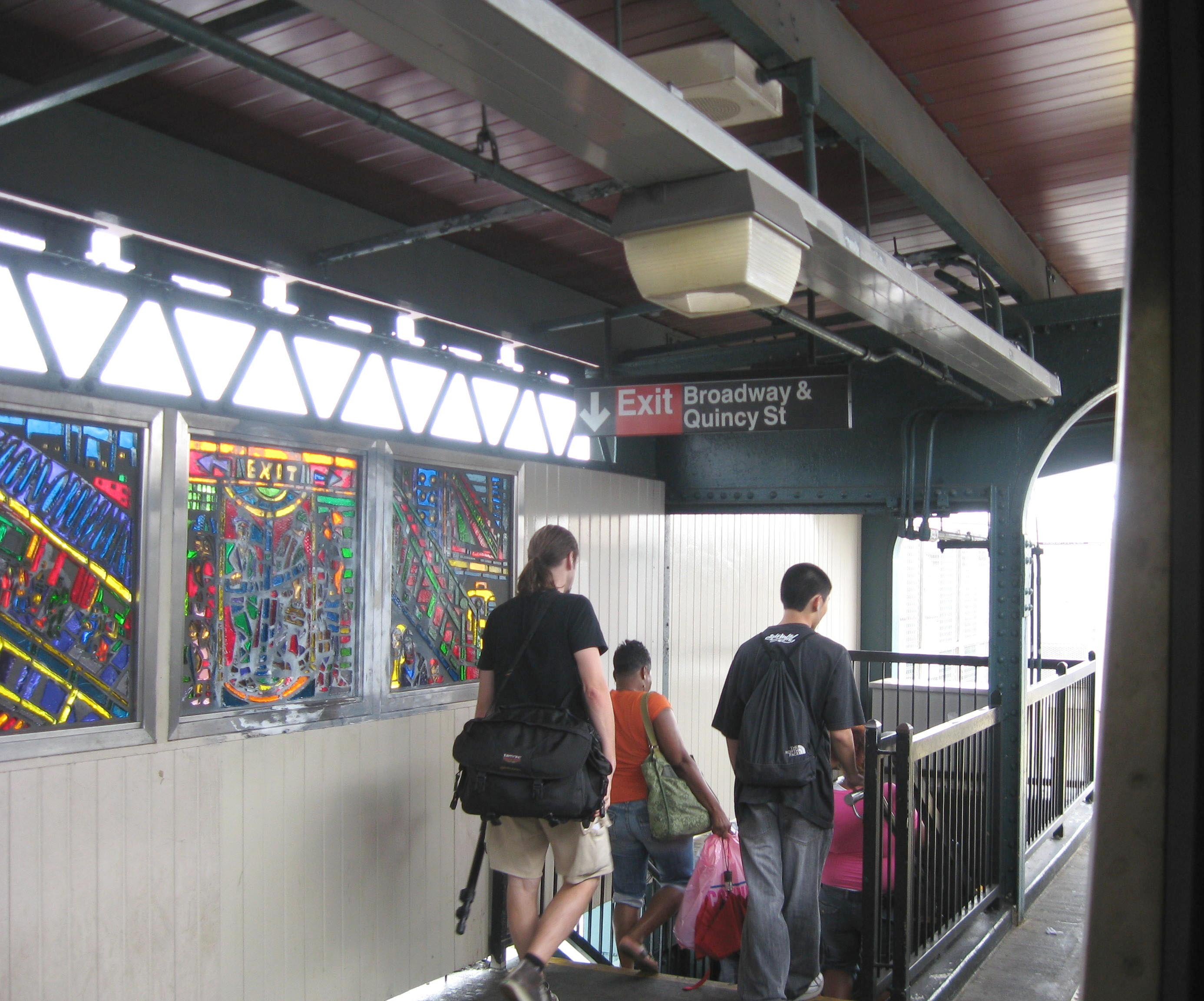
北行ホームの西側階段

駅は1885年5月13日に開業、地下鉄内の駅で開業時から都市高速鉄道として使用されている駅では140年使用されており最古となっている。相対式ホーム2面3線だが急行線は使用されていない。
2002年にはChris Robinso制作のアートワーク"Dream Train"が設置された。

### 出口
クインシー・ストリートとブロードウェイ交差点東側に出ることができる階段が2つある（各角1つずつ）が、ゲイツ・アベニューへの出口は一切ない 。東側にある非常出口もパルメット・ストリートに出る。